# Dragon Ball Z: Harukanaru Densetsu
Dragon Ball Z: Harukanaru Densetsu (jap. ドラゴンボールZ 遥かなる悟空伝説 Doragon Bōru Zetto Harukanaru Gokū Densetsu) – komputerowa gra fabularna z elementami gry karcianej, opracowana przez Namco Bandai i wydana w 2007 roku na platformę Nintendo DS. Jest ona oparta na anime Dragon Ball Z, obejmuje akcję od inwazji Saiyan do sagi Cella. W grze dostępne są cztery grywalne postacie: Son Gokū, Son Gohan, Piccolo i Vegeta.